# Amarginops
Amarginops is een monotypisch geslacht van straalvinnige vissen uit de familie van de stekelmeervallen (Claroteidae).

## Soort
- Amarginops platus Nichols & Griscom, 1917